# Lina Margy
Lina Margy, de son vrai nom Marguerite Verdier, est une chanteuse française née le 11 avril 1909 à Bort-les-Orgues (Corrèze) et morte le 13 novembre 1973 à Paris,.

## Biographie
Son nom est associé à la chanson qu’elle crée en 1943 : Ah ! le petit vin blanc, paroles de Jean Dréjac et musique de Charles Borel-Clerc. Cette chanson est un grand succès ; les ventes des petits formats atteignent le nombre record de près d’un million cinq cent mille exemplaires.  Elle a aussi popularisé L'Hirondelle du faubourg  ou Comme une chanson de Jean Tranchant en 1941.
Lina Margy, chanteuse légère et enjouée, à l'exotique roulement d’« r » dans la lignée de Rina Ketty, se démarque des chanteuses tragiques et réalistes de son temps (Damia, Piaf).
On lui doit d’avoir popularisé Voulez-vous danser grand-mère ? (reprise par Chantal Goya), paroles de Jean Lenoir sur une musique de Raymond Baltel et Alex Padou (1946-1947).
Lina Margy achève sa carrière en faisant connaître le répertoire français des nouveaux auteurs-compositeurs (Georges Brassens, Brel, etc.) lors de ses nombreuses tournées à travers le monde.
Elle est inhumée au cimetière de Montrouge (division 65), à Paris.

## Répertoire
Quelques titres chantés par Lina Margy :
- Ah ! Le petit vin blanc (1943), paroles de Jean Dréjac, musique de Charles Borel-Clerc, 1943 (éd. Borel-Clerc)[5]
- Les Cigognes sont de retour
- Voulez-vous danser grand-mère ? (1947), paroles de Jean Lenoir, musique de Raymond Baltel et Alex Padou
- Les Jardins nous attendent (Jean Tranchant, 1941)
- Comme une chanson (Jean Tranchant, 1941)
- Les prénoms effacés (Jean Tranchant, 1936)
- Tu m'apprendras
- La Rue de notre amour
- L'Hirondelle du faubourg (1954)
- Comme une chanson (1940)
- C'est à Hambourg[6]
- L'amour et mon cœur (1943)
- Riquita
- Sa jeunesse (entre ses mains) (1957)
- La cascade des amoureux
- Le Chaland qui passe
- La chapelle au clair de lune
- Rendez-moi son amour
- Pigalle[7]
- La Java Bleue